# Mars Direct
 (octobre 2012).
Si vous disposez d'ouvrages ou d'articles de référence ou si vous connaissez des sites web de qualité traitant du thème abordé ici, merci de compléter l'article en donnant les références utiles à sa vérifiabilité et en les liant à la section « Notes et références ».
Mars Direct est un projet développé par des ingénieurs de la NASA visant à envoyer des hommes à bas coût sur la planète Mars grâce à la technologie aérospatiale actuelle. Le plan a été à l'origine détaillé dans un journal de recherche par Robert Zubrin et David Baker en 1990. Le projet a été explicité dans le livre de Zubrin The Case for Mars qui a été traduit en français sous le titre de Cap sur Mars en 1996. Ce projet est un plaidoyer pour la réévaluation à la hausse des objectifs de la NASA.

## Le projet

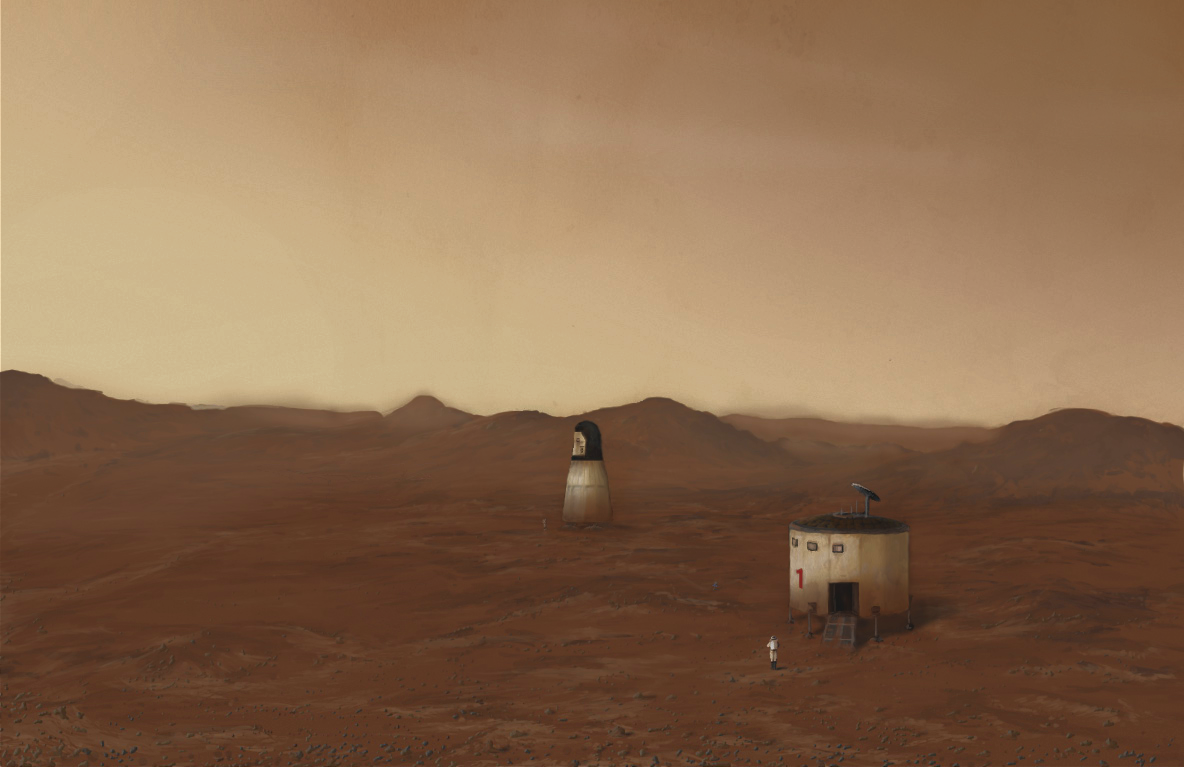
Une vision d'artiste du véhicule ERV et l'unité d'habitat HAB.

Le plan implique de lancer un véhicule sans pilote pour retourner sur Terre (baptisté ERV pour Earth Return Vehicle) directement de la surface de la Terre à Mars, à l'aide d'un lanceur lourd (pas plus grand que le Saturn V utilisé pour les missions du programme Apollo), contenant un approvisionnement en hydrogène, une usine chimique et un petit réacteur nucléaire comme source d'énergie. Le véhicule de retour ERV mettrait environ huit mois à atteindre Mars. Une fois sur place, un ensemble relativement simple de réactions chimiques (la réaction de Sabatier couplée à l'électrolyse) combinerait un peu d'hydrogène emporté par l'ERV avec du dioxyde de carbone de l'atmosphère de Mars pour créer jusqu'à 112 tonnes de propergol de méthane et d'oxygène, dont 96 tonnes seraient nécessaires pour renvoyer l'ERV sur terre à la fin de la mission. Ce processus durerait approximativement dix mois.
Quelque 26 mois après que l'ERV aura été lancé de la Terre, un deuxième véhicule, l'unité d'habitat de Mars (HAB) serait lancé vers Mars avec un équipage de quatre personnes. Ce véhicule mettrait environ six mois à atteindre Mars grâce à une fenêtre de tir bien choisie. Pendant le voyage, l'étage supérieur vide du propulseur serait attaché par câble à l'unité d'habitat pour produire une pesanteur artificielle par effet de la force centrifuge en les mettant en rotation l'un autour de l'autre.
Au voisinage de Mars, l'étage supérieur inutile serait largué, l'unité d'habitat (HAB) inséré sur orbite martienne avant un atterrissage en douceur à proximité de l'ERV. Une fois sur Mars, l'équipe passerait 18 mois sur la surface et effectuerait des recherches scientifiques, facilitées par un petit véhicule transporté à bord de leur unité d'habitat et actionné par le surplus de méthane produit par l'ERV. Pour le retour, ils emploieraient l'ERV, laissant le HAB pour un usage possible des missions suivantes. L'étage de propulsion de l'ERV serait employée comme compensateur pour produire la pesanteur artificielle pour le voyage de retour.
L'estimation des coûts pour Mars Direct était à l'époque de 20 milliards de dollars, en comptant également les coûts de développement. Ce qui équivaut à environ 30 à 35 milliards de dollars actuels. En 2004, la NASA et l'ESA ont entrepris de réestimer ce coût au cours d'un exercice de chiffrage des missions spatiales habitées. À terme, il est prévu d'étudier une possible terraformation de Mars.

## Révisions

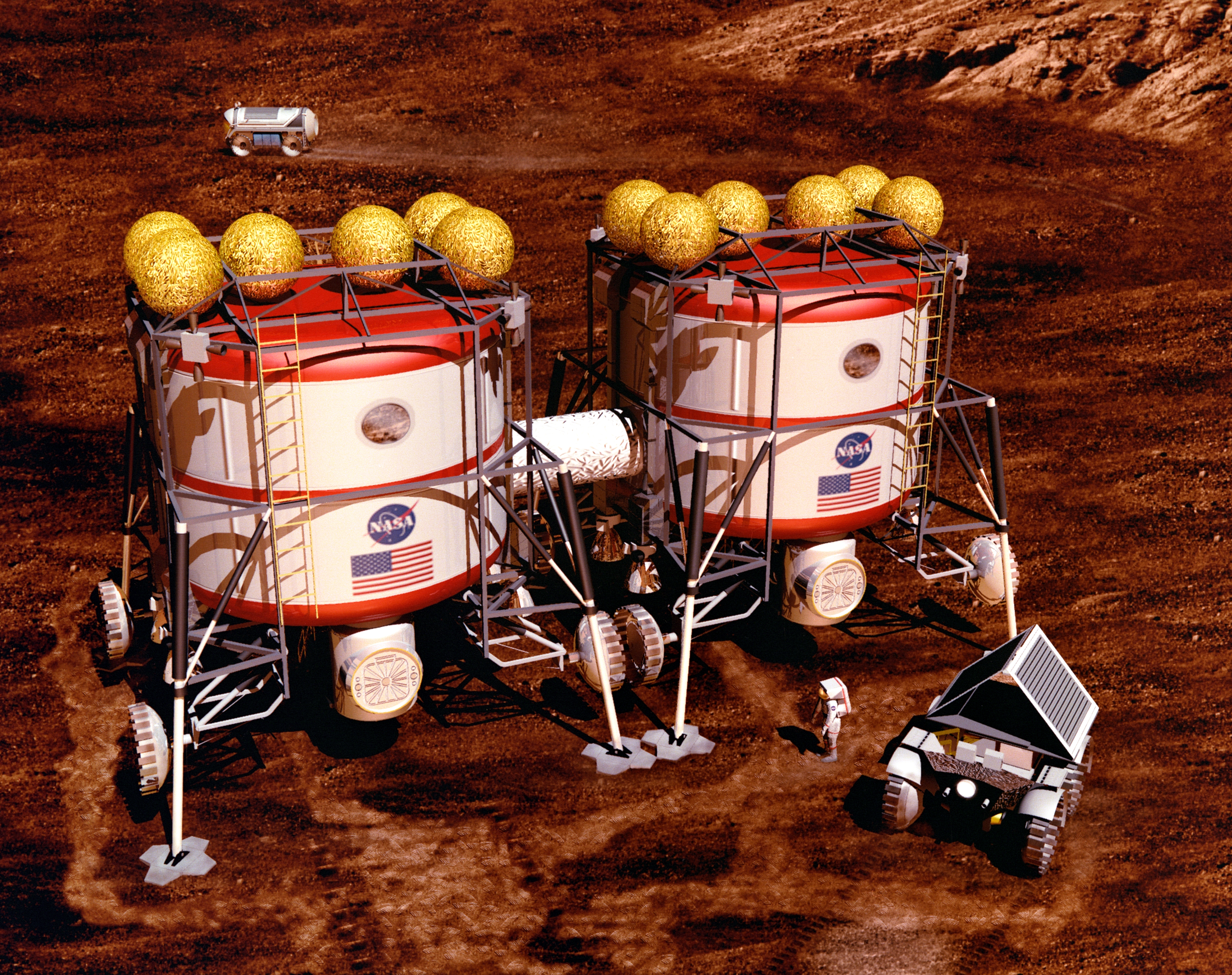
Image du design de référence de la Mission.

Depuis que Mars Direct a été conçu, le projet a subi une révision considérable par la Mars Society, la NASA et l'université Stanford.
Pour contrer les critiques d'un vaisseau retour trop lourd, Zubrin a notamment proposé le concept Mars semi-direct. L'aller est toujours direct vers la surface, mais pour le retour, seul un petit module remonte en orbite et rejoint un gros vaisseau ("Earth Return Vehicle") envoyé depuis la Terre et destiné à ce seul retour. Le modèle de la NASA, désigné mission de référence de conception (Design Reference Mission), était initialement basé sur ce concept, avant d'être profondément modifié. Une étude de Jean-Marc Salotti parue en 2016, a repris en détail le concept de Mars semi-direct. Selon les calculs de l'auteur, Mars semi-direct serait réalisable en seulement 4 lancements lourds sans aucun assemblage en orbite, à la condition que l'équipage soit réduit à 3 astronautes.
Les études de la Mars Society et de l'université Stanford maintiennent le profil original de la mission avec deux véhicules mais augmentent l'effectif à six équipiers. 
La Mars Society a démontré la viabilité du concept du HAB sur Mars par son programme Mars Analogue Research Station (en) (Station de recherche analogue à Mars).

## Dans la fiction
Mars Direct est le mode de transport choisi dans la nouvelle de Gregory Benford The Martian Race (en français : Les enfants de Mars). C'est aussi la base du film Mission to Mars.